# زمین‌خزه

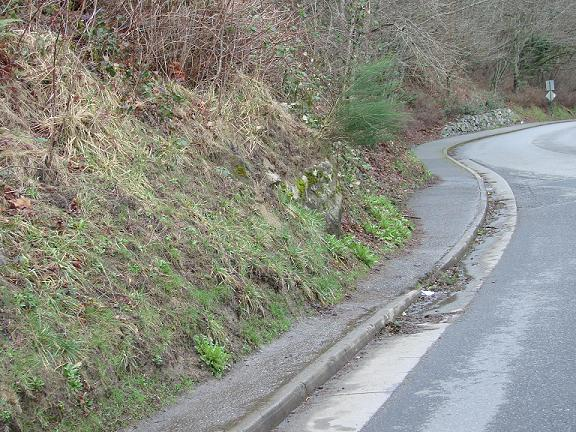
زمین‌خزه

زمین‌خزه (به انگلیسی: Soil creep) حرکت یکنواخت و بسیار آرام و نامحسوس خاک و سنگ‌های سطحی در امتداد شیب زمین‌است. علت حرکت این مواد تابش نور خورشید و گرم شدن و ترک خوردن خاک و سپس پر شدن شکاف‌های سطحی با آب باران و در نتیجه بسته شدن شکاف‌ها و حرکاتی از این قبیل است که بالطبع به لغزیدن آرام خاک در سراشیب می‌انجامد.